# Ocnus pygmaeus
Ocnus pygmaeus is een zeekomkommer uit de familie Cucumariidae.
De wetenschappelijke naam van de soort werd in 1867 gepubliceerd door Karl Semper.